# 체화 에너지
체화 에너지(embodied energy)란 천연 자원 채취로부터 제품 배송에 이르는 건물 건축과 관련된 전 과정에서 소비되는 에너지를 말한다. 이것은 자재 및 장비의 체굴과 생산, 자재의 운송과 행정적 기능들을 포함한다. 건축분야에서는 내재에너지라고 한다.
모든 건물은 가공 자재의 복합체이며 사용된 가공 자재에 따라 각 빌딩의 총 체화 에너지가 결정된다. 유지와 보수는 또한 건물 생애 기간 동안의 체화 에너지를 증가시킨다.
최근까지는 건물 생애 기간 동안 건물을 운영하는 데 사용되는 에너지에 비해 체화 에너지의 크기가 적다고 여겨져 왔다. 따라서 외장재 에너지 효율을 증대하여 건물 운영에너지를 줄이는 데 많은 노력이 집중되어 왔다. 조사에 따르면 항상 그러한 것(체화 에너지<운영 에너지)은 아니라는 것이 밝혀졌다. 체화 에너지는 한 건물의 100년 생애 기간 중 20년 간의 운영 에너지와 크기가 같을 수 있다.
체화 에너지를 줄이기 위해서는 튼튼하고 개조가 가능하며 수명이 길도록 건물을 디자인하는 것이 가장 중요하다.

## 같이 보기
- 생태경제학